# Grijpskerke
Grijpskerke (51° 32′ N, 3° 34′ L) é uma cidade dos Países Baixos, na província de Zelândia. Grijpskerke pertence ao município de Veere, e está situada a 6 km, a noroeste de Middelburg.
Em 2001, a cidade de Grijpskerke tinha 1021 habitantes. A área urbana da cidade é de 0.27 km², e tem 390 residências.
A área de Grijpskerke, que também inclui as partes periféricas da cidade, bem como a zona rural circundante, tem uma população estimada em 1370 habitantes.